# Хоэн-Нойендорф (станция)
Хоэн-Нойендорф — железнодорожная станция, расположенная на территории одноимённого города, находящегося в федеральной земле Бранденбург, ФРГ. Имеет малое двухэтажное вокзальное здание. Станция была открыта 1 сентября 1877 года. Электрифицирована в 1925 году. Через Хоэн-Нойендорф проходят электропоезда S-Bahn двух маршрутов: "S1" и "S-8".